# Écaussinnes-d'Enghien
Écaussinnes-d’Enghien (en wallon El Grand Scåssene) est une section de la commune belge d'Écaussinnes située en Région wallonne dans la province de Hainaut. C'était une commune à part entière avant la fusion des communes de 1977.

## Évolution démographique
- Sources : INS, Rem. : 1831 jusqu'en 1970 = recensements, 1976 = nombre d'habitants au 31 décembre.

## Patrimoine et culture

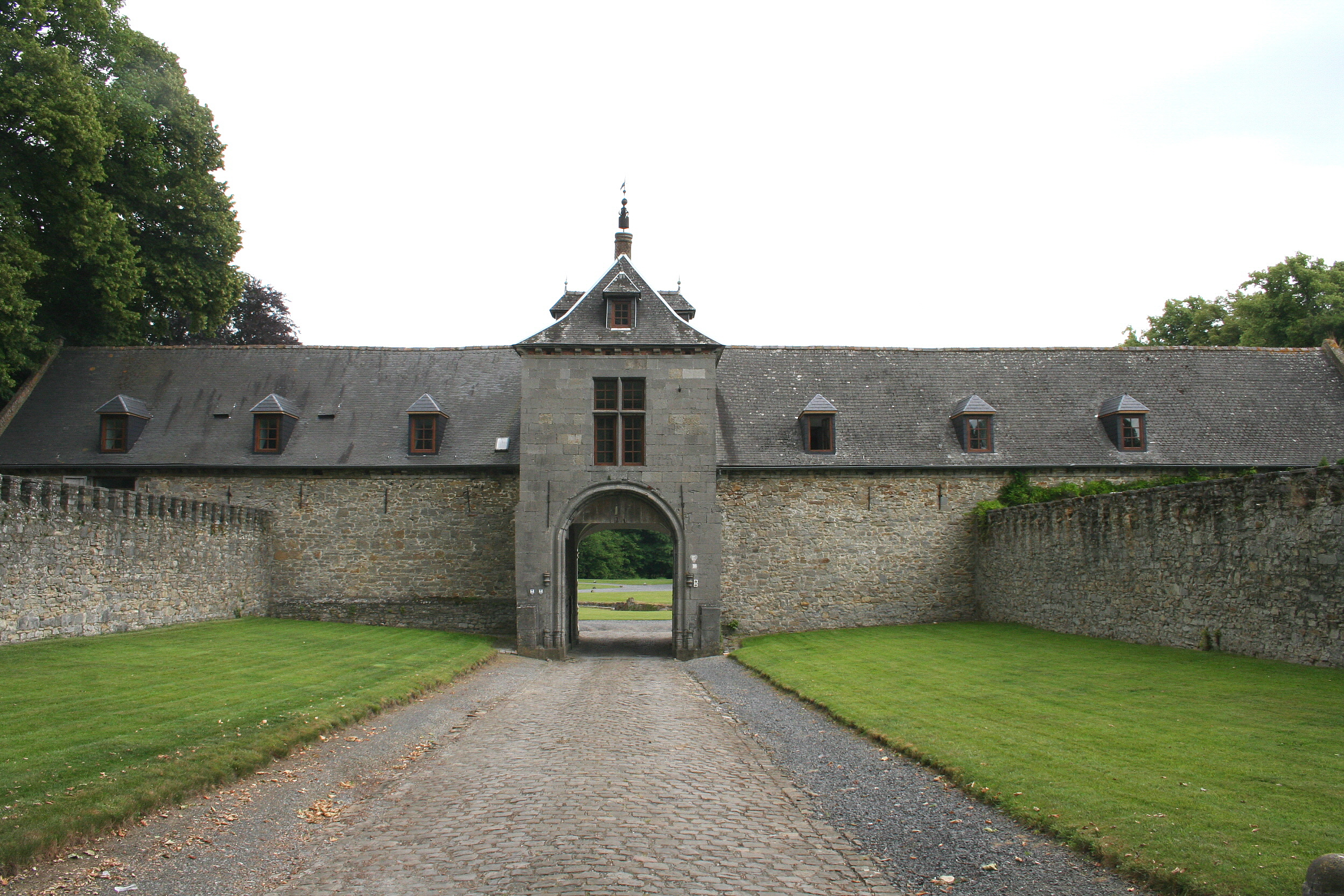
Portique d'entrée du château de la Follie.